# Карета (превозно средство)
Вижте пояснителната страница за други значения на Карета.
Карета или каляска е голяма затворена кола с четири колела в която са впрегнати два или повече коня. Управлявана е от кочияш, който седи отпред на висока седалка (капра). Има врати от двете страни, а отвътре две седалки една срещу друга. Започва да се произвежда през 15 век и е използвана преди всичко от крале и кралици. Каретите са изработвани от дърво, понякога инскрустирани със злато и скъпоценни камъни. За меко и удобно возене се използват пружини или по-късно ресори.